# Antonio Crameri
Antonio Crameri SSC (ur. 4 stycznia 1969 w Locarno) – szwajcarski duchowny katolicki, wikariusz apostolski Esmeraldas w Ekwadorze od 2021.

## Życiorys
Święcenia kapłańskie otrzymał 8 czerwca 1996 w Stowarzyszeniu Kapłanów św. Józefa Cottolengo. Po kilkuletnim stażu duszpasterskim we Włoszech został wysłany do Ekwadoru, gdzie pracował jako duszpasterz parafialny (m.in. w Portoviejo).
20 grudnia 2019 papież Franciszek mianował go biskupem pomocniczym archidiecezji Guayaquil ze stolicą tytularną Apollonia. Sakry udzielił mu 29 lutego 2020 arcybiskup Luis Cabrera Herrera.
5 lipca 2021 został mianowany wikariuszem apostolskim Esmeraldas. Ingres odbył 2 września 2021.